# Дмитровлаг
Дмитровский исправительно-трудовой лагерь (также известен как Дмитровлаг, Дмитлаг, ДИТЛаг и ДИТЛ) — крупнейшее лагерное объединение ОГПУ — НКВД, созданное для строительства канала Москва — Волга имени И. В. Сталина. Канал был необходим в первую очередь для обеспечения растущей Москвы питьевой водой, а также подъёма уровня Москва-реки и Волги для обеспечения судоходства.

## История
Создан приказом ОГПУ № 889с от 14 сентября 1932 года. Административно располагался на севере Московской области в городе Дмитрове (фактически — по всему протяжению канала и в других местах строительства), подчинялся ГУЛАГу. Просуществовал до 31 января 1938 года. Количество заключённых доходило до двухсот тысяч человек.
Главным архитектором канала являлся инженер Сергей Жук (заместитель — Владимир Журин, начальник производственного отдела — Н. В. Некрасов, инженер — бывший барон Ф. Н. Гревениц).
Проект постройки канала Волга — Москва начал осуществляться после завершения Беломорско-Балтийского канала, где в Медвежьегорске для строительства был создан Белбалтлаг. Из данного объединения были переправлены кадры для управления вновь создаваемого лагерного объединения.
Руководителем Дмитлага стал один из руководителей БелБалтлага — С. Г. Фирин.
Волгострой и Волголаг были задействованы на создании искусственного Рыбинского моря. Кроме того, труд заключённых Дмитровлага использовался на строительстве Северного канала (не реализован) и реконструкции Яузы (реализовано частично), строительстве Истринской плотины, Центрального аэродрома им. Фрунзе в Москве, Сталинской водонасосной станции, на лесозаготовках и торфоразработках.
В сентябре 1932 года в Дмитлаг начали прибывать по этапу заключённые из-под Ленинграда и из Средней Азии, Темниковских и Вишерских лагерей, Саровского ИТЛ и из Сибири. Иногда утверждается, что на 1 января 1933 года общее число заключённых Дмитлага составляло 1 миллион 200 тысяч человек. Официальных подтверждений этой цифре нет (см. Раздел «Численность»).
Одним из первых участков строительства было определено Нагатино для постройки Перервинского гидроузла (шлюзы № 10 и 11), сюда заключённых начали привозить 26 октября 1932 года, а работа началась 23 ноября 1933 года. Перервинская плотина (шлюз № 10) стала первым сданным объектом (1935 год).
Управление Дмитлага расположилось в Борисоглебском монастыре, так как Дмитров располагался посередине трассы канала и был единственным городом. 
Инженерный состав и вольнонаёмные жили, большей частью, в Дмитрове, а лагеря с заключёнными расположились вдоль всей трассы канала. Население города во время строительства канала выросло очень сильно (в 3 раза), поэтому жилья не хватало.
В то время этот район города жители называли просто — ДмитЛаг. Старожилы Дмитрова хорошо помнят так называемый «городок» с улицами: Большевистская, Чекистская, Комсомольская, Пионерская, Инженерная (деревянные 2-этажные бараки для технических работников), Энергетическая, Шлюзовая.
Канал был проложен прямо по городской территории, исчезли находившиеся на трассе канала целые кварталы исторической части города, церкви. Дома, расположенные на территории прокладываемого канала, были перенесены на бывшие колхозные земли с образованием Горьковского посёлка.
Посёлок получил название в честь известного писателя и деятеля А. М. Горького, неоднократно посещавшего и выступавшего на агитационных мероприятиях на строительстве канала Волга — Москва.
Сентябрь 1932 года начало строительства на северной окраине Дмитрова механического завода Дмитлага, который с 1938 стал основой «ИТЛ Дмитровского механического завода».
При строительстве канала было так много погибших заключённых, что их тела закапывали прямо на берегах канала. Потом стали увозить тела подальше, чтобы не подвергнуть заражению водоснабжение Москвы.
Сентябрь 1934 года. Завершение работ на 1 опытном километре канала между Дмитровом и Яхромой.
7 апреля 1937 года — заполнение водой всей трассы канала Москва — Волга; 1 мая — прибытие в Дмитров по каналу первой флотилии судов с Волги.
Настал для Дмитрова самый торжественный день во всей его многовековой истории. 1 мая 1937 года к двенадцати часам должен был прибыть первый пароход. Передовые работники из вольнонаёмных ещё накануне на нескольких грузовиках отправились в Иваньково на Волгу, откуда начинался Канал. /…/
Показался ослепительно-белый на ярком солнце красавец пароход с толпой пассажиров у поручней. Они махали нам руками и что-то кричали, мы тоже махали руками и кричали: «ура-а-а!» Пароход дал приветственный гудок и начал причаливать. Я прочёл надпись на его борту: «Иосиф Сталин». Имя великого вождя значилось на каждом ведёрке, на каждом спасательном поясе.
По программе одним пассажирам полагалось слезть с парохода, другим занять их места и плыть до Москвы. Вышел один из моих сослуживцев по бюро наблюдений. Но лицо его не было счастливым, наоборот, глаза ширились от растерянности. Он мне шепнул:
— Фирин арестован и Пузицкий арестован. Их взяли прямо с парохода рано утром в Темпах.

«Фирин арестован. Невероятно!» — шептал я про себя. Ведь только накануне во всех газетах красовались большие фотографии Когана, Фирина и Жука — начальника строительства, начальника Дмитлага и главного инженера. А Пузицкий был начальником третьего секретного отдела, правой рукой у Фирина…
15 июля. Открытие первой постоянной навигации по каналу.

### Инфраструктура
Производственная база Дмитлага (затем и ИТЛ Дмитровского механического завода) возле Дмитрова начиналась от Механического завода (сейчас ДЗФС), севернее вдоль строящегося канала и Савёловской железной дороги шёл Лесозавод, потом Нефтебаза, автобаза и железнодорожный узел (сейчас станция Каналстрой). На юге от города располагался песчано-гравийный карьер № 24 (сейчас завод МЖБК) к которому вела узкоколейная железная дорога (сейчас часть Восточной объездной дороги).
Добыча песка, гравия велась вдоль всего канала. Окрестный лес шёл на укрепление берегов.
От Вербилок до посёлка Большая Волга заключёнными вдоль канала в 1930-е годы была проложена новая ветка Савёловской железной дороги со станциями (Темпы, Соревнование, Большая Волга). Разобрана во время войны, восстановлена в 1950-х и продлена до Дубны в 1969 году. Возле шлюзов были сформированы посёлки: Темпы, Большая Волга и др.
Также прокладывается автотрасса А104 от Дмитрова до Волги. Возле Иваньковского водохранилища и плотины возникает посёлок Иваньково Калининской области, впоследствии выросший в город Дубну.
Через канал было построено несколько автомобильных и железнодорожных мостов.

### После завершения строительства канала
28 апреля 1937 года — начало массовых арестов среди руководства строительства и заключённых.
В мае началось массовое освобождение части заключённых, погасивших срок. Всего было освобождено около 55 тысяч человек.
8 августа 1937 года — начало массовых расстрелов заключённых Дмитлага, в том числе большей части руководства (по обвинению в организации государственного переворота силами заключённых под руководством Ягоды) на Бутовском полигоне.
Приказом НКВД СССР № 013 от 31 января 1938 года Управление эксплуатации канала Москва — Волга было передано в подчинение Наркомвода, а Дмитлаг был реорганизован в Отдельный Дмитровский район ГУЛАГа. В составе Отдельного Дмитровского района ГУЛАГа были сформированы: Перервинский, Химкинский, Хорошевский, Волжский, Яхромской, Дмитровский, Мехзаводской, Икшанский и Омутнянский участки. ИТЛ Дмитровского механического завода был сформирован 9 сентября 1938 года из ликвидированного Отдельного Дмитровского района ГУЛАГа. ИТЛ был расформирован 10 августа 1940 года.
Архив Дмитлага был перевезён на барже. При передаче сотрудниками НКВД архив был сожжён на берегу.
После окончательного расформирования исправительных лагерей агитационно-производственная база ИТЛ распалась на несколько предприятий, которые стали основой теперь уже промышленного города Дмитрова и СССР. За годы строительства были сформированы: ФГБУ «Канал имени Москвы», Гравийно-песчаный завод № 24, Фабрика офсетной печати № 2, Дмитровский завод фрезерных станков, Лесозавод, нефтебаза, автобаза и грузовая железнодорожная станция Каналстрой. Жилой фонд и клуб «Дмитлага» отошёл Дмитровскому экскаваторному заводу. 
Окончательно территория "городка Дмитлага" и территория производственной базы предприятий ИТЛ вошла в состав Дмитрова в 1959 году.
Железнодорожные станции (Соревнование, Темпы) и посёлки, образовавшиеся в результате строительных работ, после расформирования ИТЛ Дмитровского механического завода в 1940 году, были выделены как самостоятельные населённые пункты при шлюзах, производственных участках (Темпы, Большая Волга, посёлок песчано-гравийного карьера № 24 и др.) или вошли в состав уже имеющихся населённых пунктов (в посёлке Икша, село Деденево и др.).
Данная ситуация из-за близости к Москве отличается от Белбалтлага в Медвежьегорске, где после постройки Беломорско-Балтийского канала Беломорско-Балтийский производственный комбинат остался в подчинении ОГПУ — НКВД. Выделился в отдельное предприятие лишь Беломоро-Балтийский канал (передан Наркомводу СССР).

### Память
На въезде в Дмитров с юга на западном берегу канала 17 июля 1997 года в память о погибших заключённых на строительстве канала был поставлен стальной 13-метровый крест. Установлен на 60-летие строительства.
В Нагатино, на участке строительства шлюза 10 в соответствии с планом благоустройства 2017-2018 годов с последующей реализацией в 2019 году было подготовлено место под установку Поклонного Креста в месте захоронения каналоармейцев - освещение, лавочки, дорожки, лестницы подходы к Кресту. Крест был установлен в 2022 году, а на Пасху 2022 года снесён по распоряжению местных властей. Холм, на котором бы установлен Крест является последней точкой Канала имени Москвы, с которого открывается вид на Коломенское и Москву-реку.
В Деденево Московской области была поставлена часовня Новомученников на берегу канала имени Москвы возле шлюза № 4 Яхромского района гидросооружений в память всех пострадавших при строительстве канала (проект Петра Стронского). 22 июня 2010 года новопостроенная часовня была освящена.

## Численность и смертность заключённых
Данные о среднемесячной численности заключённых до 1936 года:
- декабрь 1932 — 10 400
- январь 1934 — 88 534
- январь 1935—192 229

С 1936 года поквартальная численность заключённых Дмитлага составляла:
- на 1 января 1936 года — 192 034 человека;
- на 1 апреля — 175 629 человек;
- на 1 июля — 180 390 человек;
- на 1 октября — 183 414 человека;
- на 1 января 1937 года — 146 920 человек;
- на 1 апреля — 147 695 человек;
- на 1 июля — 74 693 человека;
- на 1 октября — 29 660 человек;
- на 1 января 1938 года — 16 066 человек;
- на 1 февраля — 6814 человек.

Смертность в Дмитлаге составляла:
- в 1933 году — 8873 человека (16,1 процента от списочного состава);
- в 1934-м — 6041 человек (3,88 процента);
- в 1935-м — 4349 человек (2,3 процента);
- в 1936-м — 2472 человека (1,4 процента);
- в 1937-м — 1068 человек (0,9 процента);
- в 1938 году — 39 человек.

Всего с 14 сентября 1932 года по 31 января 1938-го в Дмитлаге умерло 22 842 человека.
Встречаются упоминания о проведённой переписи заключённых на 1 января 1933 г. Общая численность составила: 1 миллион 200 тысяч человек.
По оценкам Барковского В. С., количество заключённых, погибших на строительстве, достигает 0,7—1,5 млн чел.

## Автор замысла
15 июня 1931 года Пленум ЦК ВКП(б) принял постановление о строительстве канала, который соединит реки Волгу и Москву. Первоначально возведение канала Москва — Волга поручили Наркомводу СССР, где 1 сентября 1931 года стало функционировать соответствующее Управление; 1 июня 1932 года строительство передали ОГПУ СССР. Работы по строительству канала Москва — Волга начались по предложению Л. М. Кагановича. Выступая в Дмитровском лагере с докладом о ходе работ на канале, начальник Москваволгостроя, Коган, особо подчёркивал: «Понимание всей сложности и важности задачи, возложенной Партией на наш коллектив, стиль работы, темпы, любовь к своему строительству, заботу о его качестве и красоте, любовь к людям, умение организовать и увлечь специалистов привил нам секретарь ЦК ВКП(б) Лазарь Моисеевич Каганович — вдохновитель и организатор этого величайшего строительства».
В другом «приветственном письме» строителей канала также отмечалось, что «самым пламенным бойцом за канал является секретарь ЦК Лазарь Моисеевич Каганович, конкретные указания которого до сих пор являются боевой программой нашей работы». И «да здравствует лучший соратник товарища Сталина, энтузиаст реконструкции Москвы и вдохновитель строительства нашего канала товарищ Каганович!».
После одной из инспекций строительства канала Каганович отмечал: «Люди сами увлекались нашей стройкой, их захватил размах работы, перспективность нашего строительства, захватило наше упорство… Тем более это всё понятно, что в руководстве коллектива НКВД имеются большого опыта люди, как Коган, Фирин и Жук, работавшие под общим руководством товарища Ягода».

## Руководство Дмитлага

### Начальники ИТЛ
- Сорокин А. Е., с 25.09.1932;
- Рапопорт Я. Д., с 11.02.1933 по 23.08.1933;
- Радецкий В. Т., с 23.08.33 по 23.09.1933;
- Фирин С. Г., с 23.09.1933 по 28.04.1937;
- Кацнельсон З. Б., с 29.04.1937 по 14.07.1937;
- Прохорский Ф. Т., с 02.08.1937 по 25.08.1937;
- Успенский Д. В., с 25.08.1937 до 02.02.1938.

### Заместители начальника ИТЛ
- Калачников А. В., до 16.11.1932;
- Евгеньев А. Е., до 23.08.1933;
- Балабанов В. А., до 10.04.1935;
- Симановский П. Ш., с 29.04.1937 по 14.07.1937;
- Горшков А. А., до 02.02.1938.

## Условия труда
9 октября параграфом 1 приказа № 10 по Дмитровскому ИТЛ (ДИТЛАГ, ДИТЛ) объявлялись «правила внутреннего распорядка жизни лагеря»:
1) Подъём 5 час. 30 мин.

2) Завтрак с 5-45 до 6-30 м.

3) Развод на работу с 6-30 до 7 час. При выходе на работу партиями з/к установить строго по 5 чел. замкнутыми рядами.

4) Рабочий день считать с 7 час. до 17 час В течение этого времени з/к выполняют заданные им трудовые нормы, по окончании работ выстраиваются стройными рядами по 5 в ряду и следуют в таком порядке в лагерь.

5) Обед с 17 до 19 часов, во время обеда з/к соблюдают полный порядок очереди за получением такового на кухне поротно отнюдь не допуская сутолоки, толкотни, ругани.

6) Вечер пункта с 19 до 22 ч., который представляется для работы КВЧ.

7) Отбой на сон в 22 часа 5 мин. После отбоя приостанавливается всякое движение по лагерю з/к за исключением выхода для отправления естественных надобностей. З/к должны быть всегда раздеты и спать не допуская переговоров с соседями. Верхняя одежда должна быть опрятно сложена.

Начальнику лагпункта определить запретную зону хождения з/к, каковую воспретить особенно в ночное время; одновременно разъяснить всем з/к, что при появлении в ночное время з/к на линии огня за запретной зоной будут рассматриваться как попытка совершить побег, а поэтому часовые, стоящие на постах, будут применять оружие без предупреждения.

8) Разжигание костров после отбоя не разрешается

Тысячи грязных измученных людей барахтались на дне котлована по пояс в грязи. А был уже октябрь, ноябрь, холода стояли страшные! И главное, что запомнилось: заключённые были истощены предельно и всегда голодны…
Смотрим: то один, то другой зэк в грязь падают. Это они умирали от слабости: предел сил наступал. Мёртвых складывали на тележки — «грабарки» и увозили….
Ближе к ночи, чтоб не было случайных свидетелей, … тянулись с канала целые караваны «грабарок» с трупами, облачёнными в нижнее рваное бельё. Лошадей погоняла специальная похоронная команда. Ямы, длинные и глубокие, выкапывались в роще заранее днём. Людей сбрасывали в могильники как попало, один на другого, будто скот. Только уедет один караван — за ним приезжает другой. И снова сбрасывают людей в ямы.

По документальным данным, «Практически у каждого гидроузла канала, где производились крупные работы, периодически встречаются навалы скелетов, что сразу позволяет отличить эти захоронения от старых заброшенных кладбищ».

## Пропаганда. Культурная и спортивная деятельность
Строительство канала имени Москвы широко использовала советская пропаганда. Одной из целей создания Дмитлага была «перековка», перевоспитание трудом бывших заключённых. Центром агитации и пропаганды был клуб «Дмитлага».
С организацией Дмитлага ему в подчинение передаётся типография Дмитровского уездного исполкома. Расширенная типография переезжает в новое помещение на Московской улице. Типография печатает издания, агитационные материалы Дмитлага и МоскваВолгостроя. После завершения строительства канала типография передаётся обратно Дмитрову. В дальнейшем она известна как Фабрика офсетной печати № 2.
На месте Дома культуры Дмитровского экскаваторного завода, что на улице Большевистской, до конца 1950-х годов стоял клуб «Дмитлага» (сейчас ДК «Современник»). В 1933 году его привезли из Медвежьегорска в разобранном виде после окончания строительства Беломоро-Балтийского канала. В клубе проходили праздничные торжества и собрания передовиков Дмитлага.
Здесь в августе 1934 года на слёте передовиков строительства канала Волга — Москва выступал Максим Горький.
Рядом соседствует красивое здание Дмитровских электросетей управления канала имени Москвы, которое было построено в период прокладки канала.
В Дмитлаге выходило одновременно до десяти газет и журналов, в том числе на языках народов СССР, функционировал библиотечный фонд и собственная киностудия, существовали спортивные и образовательные секции и подразделения, а также собственные духовые оркестры и театр. Строительным отрядам, занятым на немеханизированных тяжёлых физических работах и выполняющих плановые задания, в феврале—апреле 1935 года предоставлялся пятисуточный отдых, а борьба с паразитами (вшами и гнидами) велась совершенно официально.
Автор книги «Правда ГУЛАГа из круга первого» кандидат исторических наук Михаил Моруков (без ссылок на исторические документы) пишет:

А знают ли те, кто сочиняет страшилки про ГУЛАГ, что в 1935 и 1936 годах заключённые Дмитровского лагеря, строившие канал Москва — Волга, участвовали в физкультурных парадах на Красной площади? Представьте, на трибуне Мавзолея Сталин и другие руководители страны, а перед ними демонстрируют свои спортивные достижения «лагерники»… Кстати, об их участии в парадах и газеты сообщали, в том числе «Правда».— Правда о ГУЛАГе: Про трудовую «перековку».
Сами за себя говорят и другие пропагандистские материалы, например:

НАСТУПИЛ 1935 ГОД. 14 января приказом № 39 объявлялся состав секций лагерного общества «Динамо»: стрелковая, лыжная, конькобежная, хоккейная, автомотосекция, конная, гимнастическая, «защиты и нападения» (борьба), охотничья, шахматно-шашечная, врачебно-контрольная, агитационно-массовый сектор.— Н. Петров, «История ГУЛАГА-2»

## Известные заключённые лагеря
- Пимен (патриарх Московский)
- Николай Ельцин, отец Бориса Ельцина, первого президента РФ